# Sándor Bárdosi
Sandor István Bárdosi (né le 29 avril 1977 à Budapest) est un lutteur hongrois spécialiste de la lutte gréco-romaine. Il participe aux Jeux olympiques d'été de 2000 et remporte la médaille d'argent de sa catégorie.

## Palmarès

### Jeux olympiques
- Jeux olympiques de 2000 à Sydney,  Australie
  -  Médaille d'argent